# Мулина (Лука)
Мулина је насеље у Италији у округу Лука, региону Тоскана.
Према процени из 2011. у насељу је живело 139 становника. Насеље се налази на надморској висини од 250 м.